# Staurogyne citrina
Staurogyne citrina är en akantusväxtart som beskrevs av Ridley. Staurogyne citrina ingår i släktet Staurogyne och familjen akantusväxter. Inga underarter finns listade i Catalogue of Life.